# Lányové
Lányové (Lányi, Lány, Láni) jsou starým uherským šlechtickým rodem. Podle pověsti jejich původ sahá až do 9. století k maďarskému vojvodovi Ondovi. Jednotlivé větve rodu však byly povýšeny do šlechtického stavu dědičně až během 17. století. Do Čech pak rod přišel na počátku 19. století. Lányové se řadí mezi jednu z nejvýznamnějších rodin spojených s evangelickou církví na území dnešního Slovenska a Čech.

## Významní členové rodu
- Eliáš Lányi
- Pavel Lányi
- Karel Eduard z Lány
- Emil Pavel z Lány
- Jozef Lányi